# Pomatocalpa bicolor
Pomatocalpa bicolor är en orkidéart som först beskrevs av John Lindley, och fick sitt nu gällande namn av Johannes Jacobus Smith. Pomatocalpa bicolor ingår i släktet Pomatocalpa och familjen orkidéer.
Artens utbredningsområde är Filippinerna. Inga underarter finns listade i Catalogue of Life.